# Света Богородица Заум
„Света Богородица Захумска“, още Заумска или Заум (на македонска литературна норма: „Света Богородица Захумска“), е средновековна православна църква в село Търпейца, на брега на Охридското езеро, Северна Македония. До църквата се стига единствено по вода.

## История
Според надпис над входната врата отвътре, църквата е изградена и изписана в 1361 година от кесаря Гъргур Голубич от сръбския род Бранковичи, по време на епископ Григорий Деволски, който също е споменат като ктитор. Надписът гласи:
| „ | Ἀνηγέρθη ἐκ βάθρων ὁ θεῖος καὶ πάνσεπτος ναὸς τῆς ὑπεραγίας Θεοτόκου τῆς Ζαχλουμήστισας δι’ ἐξόδου τοῦ πανευτυχεστάτου καίσαρος Γούργουρα καὶ κτήτωρος, ἀνιστορίθη δὲ παρὰ τοῦ πανιεροτάτου ἐπισκόπου Δεαβόλαιως καὶ πρωτοθρονου κύρ Γρηγορίου καὶ κτήτωρος ἐπὶ τῆς βασιλείας Στεφάνου τοῦ Οῦροσιου μηνὶ αὐγούστω κε’ ἔτους ͵ςωξθ ἰνδ. ιδ’. Въздигна се от основи този божествен и всечестен храм на пресветата Богородица Захлумска, с иждивлението на всеблагочестивия кесар Гургур и ктитор. Изписа се от преосвещения епископ деволски и първопрестолен, господин Григорий при царуването на Стефан Урош, месец август 25, година 6869 [1361 от Христа], инд[икт] 14. | “ |

Подобно на „Свети Йоан Богослов Канео“ и „Света Богородица Перивлепта“ в Охрид има формата на вписан кръст с купол на четири стълба с различни капители. Тристранната апсида на църквата е разделена със слепи арки. Църквата е иззидана с камък, бигор и тухли.
Фреските в църквата са силно повредени, особено в купола и сводовете. В първата зона са запазени образи на светци в цял ръст – Свети Климент Охридски, Свети Наум Охридски, Исус Христос, Света Богородица и други. На втория живописен ред има сцени от живота на Богородица. Особен интерес представлява сцената Света Ана – Млекопитателница, която кърми малката Мария. В другите зони са сцени от Христовия цикъл. В първата зона образите са неестествено големи, но в другите зографът се опитва да държи сметка за пропорцията и естественото предаване на образите и ползва жива и светла цветова гама – предимно във виолетови, портокалови и светло сини тонове.